# District de Hodonín
Le district de Hodonín (en tchèque : okres Hodonín) est un des sept districts de la région de Moravie-du-Sud, en Tchéquie. Son chef-lieu est la ville de Hodonín.

## Liste des communes
Le district compte 82 communes, dont 8 ont le statut de ville (město, en gras) et aucune celui de bourg (městys, en italique) :
Archlebov • 
Blatnice pod Svatým Antonínkem • 
Blatnička • 
Bukovany • 
Bzenec • 
Čejč • 
Čejkovice • 
Čeložnice • 
Dambořice • 
Dolní Bojanovice • 
Domanín • 
Dražůvky • 
Dubňany • 
Hodonín •
Hovorany • 
Hroznová Lhota • 
Hrubá Vrbka • 
Hýsly • 
Ježov • 
Javorník • 
Josefov • 
Karlín • 
Kelčany • 
Kněždub • 
Kostelec • 
Kozojídky •
Kuželov • 
Kyjov • 
Labuty • 
Lipov • 
Louka • 
Lovčice • 
Lužice • 
Malá Vrbka • 
Mikulčice • 
Milotice •
Mouchnice • 
Moravany • 
Moravský Písek • 
Mutěnice • 
Násedlovice • 
Nechvalín • 
Nenkovice • 
Nová Lhota • 
Nový Poddvorov • 
Ostrovánky • 
Petrov • 
Prušánky • 
Radějov • 
Ratíškovice • 
Rohatec • 
Šardice • 
Skalka • 
Skoronice •
Sobůlky • 
Starý Poddvorov • 
Stavěšice • 
Strážnice • 
Strážovice • 
Sudoměřice • 
Suchov • 
Svatobořice-Mistřín • 
Syrovín • 
Tasov • 
Těmice • 
Terezín • 
Tvarožná Lhota • 
Uhřice • 
Vacenovice •
Velká nad Veličkou • 
Veselí nad Moravou • 
Věteřov • 
Vlkoš • 
Vnorovy • 
Vracov •
Vřesovice • 
Žádovice • 
Žarošice • 
Ždánice •
Želetice • 
Žeravice • 
Žeraviny

## Principales communes
Population des principales communes du district au 1er janvier 2024 et évolution depuis le 1er janvier 2023 :
| Hodonín             | 23 657 | en diminution   |
| Kyjov               | 10 799 | en diminution   |
| Veselí nad Moravou  | 10 623 | en diminution   |
| Dubňany             | 6 234  | en diminution   |
| Strážnice           | 5 361  | en augmentation |
| Vracov              | 4 502  | en diminution   |
| Bzenec              | 4 584  | en augmentation |
| Ratíškovice         | 3 964  | en diminution   |
| Mutěnice            | 3 770  | en augmentation |
| Svatobořice-Mistřín | 3 528  | en stagnation   |
| Rohatec             | 3 459  | en diminution   |